# القمة الإسلامية (2000)
مؤتمر القمة الإسلامي التاسع (13 - 12 نوفمبر ‌‌2000م)، عُقد في العاصمة القطرية، الدوحة.

## أبرز القرارات
- التضامن مع السودان في مواجهة المخططات الغربية التي تستهدف أمنه.
- بحث انتهاكات حقوق الأقلية المسلمة في ميانمار، وتقديم الدعم المعنوي والسياسي لها.
- تكوين كيان إسلامي لمواجهة المنافسة التجارية الدولية بفعل العولمة.